# Sordaria baltica
Sordaria baltica är en svampart som tillhör divisionen sporsäcksvampar, och som beskrevs av Nils G. Lundqvist. Sordaria baltica ingår i släktet Sordaria, och familjen Sordariaceae. Arten är reproducerande i Sverige.